# María Gallo
María Gallo (León, 1945 - Carazo, 2020) fue una pintora, grabadora, educadora popular y escritora nicaragüense. El Gobierno de Nicaragua la distinguió en la Orden de la Independencia Cultural Rubén Darío en 2007.

## Biografía
María Gallo nació en la ciudad de León en 1945. A los 12 años se traslada con su familia a vivir en el barrio El Calvario de Managua. Entre 1969 y 1979 estudió Dibujo, Pintura y Artes Gráficas en la Escuela Nacional de Artes Plásticas de Nicaragua, bajo el tutelaje de Rodrigo Peñalba, pintor, maestro y precursor de las artes nicaragüenses. Siendo la primera mujer nicaragüense egresada de esta escuela.
Tras el triunfo de la Revolución Sandinista se integra como parte de la Unión Nicaragüense de Artistas Plásticos “Leonel Vanegas”. En la década de los 80 se dedicó a la promoción cultural y a la formación de artistas gráficos. Es fundadora de los Centros Populares de Cultura, espacios para el encuentro y la formación de nuevos talentos en artes gráficas, literatura y danza. En estos espacios además participa de talleres de literatura impartidos por el escritor Franz Galich. Trabaja en la recopilación de Juegos Tradicionales Infantiles de Nicaragua.  En 1989 estudia Artes Gráficas en el Taller René Portocarrero de La Habana.
En 1992 obtiene su licenciatura en Artes y Letras en  la Universidad Centroamericana (UCA). Continua participando de espacios para la exploración literaria, sobre todo en la misma universidad. Entre 1994 y 1999 se dedicó a trabajar en su primera novela “Entre Altares y Espejos”; siendo seleccionada por el Centro Nicaragüense de Escritores para ser publicada en su convocatoria del año 2000,  y que ha sido editada en tres ocasiones.
En 2007 recibe la Orden de la Independencia Cultural Rubén Darío, otorgada por el Gobierno de Nicaragua; siendo reconocida como “una distinguida figura de las artes plástica Nicaragüense,cuyo quehacer artístico llega múltiples exposiciones individuales y colectivas, nacionales e internacionales, deparándole su compromiso con la cultura nicaragüense numerosos premios y reconocimientos en distintas latitudes”.
Su trabajo de pintura y grabado se enfoca en figuras femeninas y representaciones religiosas; incluyendo también la niñez nicaragüense y la injusticia social. Su obra como pintora ha sido descrita como expresionista, habiendo heredado el “amor al color” de Rodrigo Peñalba. Alvaro Urtecho afirma que María Gallo es una “Pintora de interioridades, pintora de estados anímicos”. Su trabajo de grabado y xilografía está inspirado en el expresionismo del mundo místico de la tradición religiosa. Destaca la intervención de sus xilografías con otros materiales y un interés por abordar la violencia social. Gloria Escobar Soriano, describe que María Gallo: “impregna dignidad a sus personajes, los humaniza y poseen una fuerte carga expresiva, sin olvidar el elemento divino”.
A finales de 2009 funda el Taller de Artes Gráficas en la Escuela de Artes Plásticas Rodrigo Peñalba, continuando su labor de maestra y mentora para el talento joven nicaragüense.
Falleció el 25 de febrero de 2020, en Carazo. Su vela y funerales se realizaron en Managua, en el Palacio Nacional de la Cultura y fue sepultada en el Cementerio General de Managua. En 2022, la Alcaldía de Managua realizó el concurso de dibujo “María Gallo In Memoriam” con estudiantes de primaria y secundaria.

## Distinciones[3]
- Premio Nacional de Dibujo, 1988.
- Gran Premio Rodrigo Peñalba, 1989.
- Premio Nacional de Grabado 1990.
- Mención de Honor en el X Certamen Nacional de Artes Plásticas, 1991.
- Premio Único de Pintura, Concurso de Pintura Contemporánea, organizado por la Organización NIMEHUATZIN.
- Orden de la Independencia Cultural Rubén Darío, 2007.
- Homenaje Salón Anual de la Plástica Nicaragüense, 2016.